# Acenocumarol
Acenocumarol é um anticoagulante que atua como antagonista da vitamina K usado na prevenção de trombose. É uma cumarina que age aumentando o tempo de protrombina. Nomes comerciais: Sintrom, Sintrome, Nicumalon, Hemotran....
Deve-se avaliar a coagulação toda por semana durante o tratamento com anticoagulantes.

## Mecanismo de ação
Em uma dose diária de 1 a 3mg, previne a formação dos factores de coagulação  II, VII, IX e X e proteína C, através da inibição da carboxilação gama de proteína precursoras mediadas pela vitamina K.

## Farmacocinética
Se tomada por via oral em jejum (1h antes de comer) se absorbe rapidamente e alcança concentração máxima em 1 a 3 horas. Se une 99% a proteínas e passa pela placenta e para o leite materno. Se metaboliza intensamente a metabolitos inativos, com meia-vida de 8 a 11h, excretado 60% em urina e 30% em fezes.

## Contra-indicação
É contra indicado nos casos de gravidez, sensibilidade para a cumarina, cirurgia recente, vulnerabilidade a hemorragias, Coagulopatia hereditária, diátese hemorrágica, úlceras gastroduodenais, insuficiência renal ou hepática grave e patologias com risco hemorrágico. Não aplicar injeção intramuscular durante tratamento com acecumarol, pois induz hemorragias e hematomas.

## ver também
- Varfarina